# Ірйо Вяйсяля
Ірйо Вяйсяля (фін. Yrjö Väisälä; 6 вересня 1891 — 21 липня 1971) — фінський астроном і геодезист, член Фінської АН і Академії Фінляндії (1951).

## Життєпис
Народився в Контіолахті. З юних років захоплювався астрономією. Освіту здобув у Гельсінкському університеті. Після закінчення університету працював математиком у страховій компанії, у 1918—1923 — у Фінському геодезичному інституті; з 1923 працевлаштувався в університеті міста Турку (у 1925—1951 — професор фізики, у 1927—1961 також виконував обов'язки професора астрономії). 1951 року заснував при університеті в Турку Астрономо-оптичний інститут (Дослідницький інститут Туорла) і був його довічним директором.
Основні наукові роботи присвячені вдосконаленню класичних методів геодезичної астрономії й розробці принципово нових методів, створенню й дослідженню високоточних вимірювальних приладів і нових астрономічних інструментів. У методі Гартмана дослідження аберації об'єктивів замість класичної діафрагми з великою кількістю отворів застосував діафрагму з двома щілинами, що дозволило вимірюванням вихідної інтерференційної картини, збільшити точність на порядок. У 1922—1929 створив інтерференційний компаратор для вимірювання відстаней до 864 м шляхом послідовного порівняння з еталонним стрижнем із плавленого кварцу довжиною 1 м. Похибка вимірювання відстані становила близько 0,1 мм. Розроблена методика отримала широке застосування. За 7 років до Бернгарда Шмідта запропонував використовувати спеціально деформовану пластинку, що встановлюється перед увігнутим дзеркалом рефлектора для корекції його поля, проте реалізував цю ідею вже після того, як Шмідт опублікував дані про свій телескоп. Також запровадив коригуючу лінзу, встановлену перед фотопластиною. 1934 року створив телескоп такої конструкції й застосовував його для фотографування малих планет (поле 7×7). Користуючись методом фотографування, аналогічним методу Блажко, відкрив багато нових малих планет. Відкрив 3 комети, з них 1939 IV і 1942 II мають періоди 11 і 86 років відповідно.
Розробив новий метод геодезичної зоряної тріангуляції з використанням штучного джерела світла, що піднімається на аеробалоні (ідея була висловлена ним 1946 року). Розташування джерела, що спалахує на короткий час, визначалося методами фотографічної астрометрії з двох наземних пунктів відносно зір, координати яких були взяті з каталогів. Метод Вяйсяля дозволяв вимірюванням паралактичного зсуву джерела світла на тлі зір визначити координати наземних пунктів і відстані між ними. Перевага цього методу перед звичайною геодезичною тріангуляцією полягала в тому, що при чималій висоті джерела світла він давав можливість зв'язати в одну систему пункти, що розташовані на дуже великих відстанях один від одного, навіть на різних континентах. Відповідні експерименти були здійснені у Фінляндії 1959 року; надалі, коли джерела світла стали встановлювати на супутниках, метод набув великого поширення. На ідеях Вяйсяля засновані сучасні методи глобальної й локальної супутникової геодезії. Побудував великий зеніт-телескоп, вертикальний напрям якого визначався виском, встановленим усередині труби, й отримав широту Туорла з похибкою 0,11".
Талановитий популяризатор астрономії. Організував аматорські астрономічні товариства в Гельсінкі й Турку.

## Астероїди, що відкрив Вяйсяля
| 1391 Carelia    | 1398 Donnera     | 1405 Sibelius     | 1406 Komppa       | 1407 Lindelöf   |
| 1421 Esperanto  | 1424 Sundmania   | 1446 Sillanpää    | 1447 Utra         | 1448 Lindbladia |
| 1449 Virtanen   | 1450 Raimonda    | 1451 Granö        | 1453 Fennia       | 1454 Kalevala   |
| 1460 Haltia     | 1462 Zamenhof    | 1463 Nordenmarkia | 1471 Tornio       | 1472 Muonio     |
| 1473 Ounas      | 1477 Bonsdorffia | 1478 Vihuri       | 1479 Inkeri       | 1480 Aunus      |
| 1483 Hakoila    | 1488 Aura        | 1492 Oppolzer     | 1494 Savo         | 1495 Helsinki   |
| 1496 Turku      | 1497 Tampere     | 1498 Lahti        | 1499 Pori         | 1500 Jyväskylä  |
| 1503 Kuopio     | 1518 Rovaniemi   | 1519 Kajaani      | 1520 Imatra       | 1521 Seinäjoki  |
| 1523 Pieksämäki | 1524 Joensuu     | 1525 Savonlinna   | 1526 Mikkeli      | 1527 Malmquista |
| 1529 Oterma     | 1530 Rantaseppä  | 1532 Inari        | 1533 Saimaa       | 1534 Näsi       |
| 1535 Päijänne   | 1536 Pielinen    | 1541 Estonia      | 1542 Schalén      | 1548 Palomaa    |
| 1549 Mikko      | 1551 Argelander  | 1552 Bessel       | 1567 Алікоскі     | 1631 Kopff      |
| 1646 Rosseland  | 1656 Suomi       | 1659 Punkaharju   | 1677 Tycho Brahe  | 1678 Hveen      |
| 1696 Nurmela    | 1699 Honkasalo   | 1723 Klemola      | 1740 Paavo Nurmi  | 1757 Porvoo     |
| 1883 Rimito     | 1928 Summa       | 1929 Kollaa       | 1947 Iso-Heikkilä | 2020 Ukko       |
| 2067 Aksnes     | 2091 Sampo       | 2096 Väinö        | 2194 Arpola       | 2204 Lyyli      |
| 2243 Lönnrot    | 2258 Viipuri     | 2292 Seili        | 2299 Hanko        | 2333 Porthan    |
| 2379 Heiskanen  | 2397 Лапаярві    | 2454 Olaus Magnus | 2464 Nordenskiöld | 2479 Sodankylä  |
| 2486 Metsähovi  | 2502 Nummela     | 2512 Tavastia     | 2535 Hämeenlinna  | 2638 Gadolin    |
| 2639 Planman    | 2678 Aavasaksa   | 2679 Kittisvaara  | 2690 Ristiina     | 2715 Mielikki   |
| 2716 Tuulikki   | 2733 Hamina      | 2737 Kotka        | 2750 Loviisa      | 2802 Weisell    |
| 2820 Iisalmi    | 2826 Ahti        | 2885 Palva        | 2898 Neuvo        | 2962 Otto       |
| 2972 Niilo      | 3037 Alku        | 3099 Hergenrother | 3166 Klondike     | 3212 Agricola   |
| 3223 Forsius    | 3272 Tillandz    | 3281 Maupertuis   | 3522 Becker       | 3606 Pohjola    |
| 3897 Louhi      | 4181 Kivi        | 4266 Waltari      | 4512 Sinuhe       | 5073 Junttura   |
| (5153) 1940 GO  | (6073) 1939 UB   | 6572 Carson       |                   |                 |